# Ato de Sucessão à Coroa Dinamarquesa
O Ato de Sucessão Dinamarquês de 27 de março de 1953 foi aceito após um referendo em 1953, e dita as regras que regem a Linha de sucessão ao trono dinamarquês. O referendo mudou as condições de sucessão ao trono, de modo a permitir que uma mulher pudesse herdar o trono no caso dela não ter irmãos varões, um sistema conhecido como primogenitura masculina. Como o rei reinante Frederico IX, teve três filhas e nenhum filho, a Princesa Margarida tornou-se herdeira presuntiva, em vez do seu tio, o príncipe Canuto. Como a esposa de Frederico IX, Ingrid da Suécia, não iria ter mais filhos, isto, efectivamente, garantia que a Princesa Margarida iria tornar-se Rainha da Dinamarca, o que de facto aconteceu.
Um referendo realizado em 7 de junho de 2009 sobre a alteração da Lei de Sucessão em relação à primogenitura, permitiu que a primogenitura apenas, e não o sexo, tivesse prevalência na sucessão, ou seja, a filha primogênita teria prevalência sobre o filho segundogênito, o que antes não aconteceria. Desse modo, o primogênito tornar-se-á herdeiro do trono, independentemente do seu sexo.
O resultado esperado do referendo atendeu às expectativas, já que 40% de todo o eleitorado votou a favor da mudança, para a preferência masculina, de maneira que a alteração à sucessão foi mais confirmada devido a uma maior afluência às urnas, em especial nas zonas rurais. Assim, a lei passou a valer para os descendentes do Rei Frederico X da Dinamarca, de maneira que sua primogênita é a herdeira aparente.